# Маккарти, Меган
Меган МакКарти (англ. Meghan McCarthy) — американская сценаристка, лирик, кино и телепродюсер, а также креативный руководитель, наиболее известный как шоураннер анимационного телешоу «Дружба — это чудо». Она также известна своей работой над «Классом 3000» и «Рыбологией». С июня 2015 года она была руководителелем по рассказыванию историй для всех брендов My Little Pony и Littlest Pet Shop, помогая «создавать обширные миры и персонажей».
Маккарти была частью оригинальной команды «Дружба — это чудо» и была продвинута в качестве шоураннера и редактора сюжета во время 2 сезона после ухода создателя сериала и предыдущего шоураннера Лорен Фауст. В целом, она принимала непосредственное участие в написании 35 эпизодов и написала слова для 25 песен, представленных в шоу; она также написала сценарии и слова к песням к спин-офф фильмам «Девочки из Эквестрии» и «Девочки из Эквестрии. Радужный рок» и «My Little Pony в кино».

## Карьера
В октябре 2010 года Лорен Фауст, сосоздатель и продюсер мультсериала «Фостер: Дом для друзей из мира фантазий», пригласила её помочь в написании телевизионного возрождения франшизы Hasbro My Little Pony. МаКкарти, у которой в то время был писательский перерыв, была вдохновлена преданностью Фауст и сильной женской характеристикой, которую она представила. В 2011 году Фауст покинула шоу после премьеры двухсерийной премьеры второго сезона, а МаКкарти была назначена соисполнительным продюсером третьего сезона; она также работала редактором сюжета шоу. В начале июня 2015 года Hasbro продвинула Маккарти на должность нового «Руководителя по рассказыванию историй» для своих брендов My Little Pony и Littlest Pet Shop; по словам исполнительного вице-президента Hasbro Стивена Дэвиса, её роль будет заключаться в том, чтобы помогать «создавать обширные миры и персонажей» для этих брендов.
Также Маккарти написала сценарий и помогла продюсировать спин-офф фильмы «Девочки из Эквестрии» и его сиквел. Она была номинирована на Дневную «Эмми» за «Лучшую оригинальную песню — детскую и анимационную» за слова песни в эпизоде «Дружба — это чудо» «Пони из высшего общества».
3 ноября 2017 года Hasbro Studios и Paramount расширили свои отношения, заключив эксклюзивный пятилетний контракт на производство оригинальных фильмов и фильмов на основе игрушек для Allspark Pictures и Allspark Animation. Оба подразделения Allspark сформированы недавно (Allspark Pictures ранее была финансовым лейблом) с главой киноподразделения Грегом Мурадианом и главой анимационного подразделения Меган МаКкарти. Paramount и Hasbro также будут работать вместе над телесериалом.

## Фильмография
| Год            | Название                                                    | Сценаристка | Co-исполнительный продюсер | Лирик | Заметки |
| -------------- | ----------------------------------------------------------- | ----------- | -------------------------- | ----- | --- |
| 2004-2006      | «Фостер: Дом для друзей из мира фантазий»                   | Да          |                            |       | |
| 2006-07        | «Класс 3000»                                                | Да          |                            |       | Также штатная сценаристка и редактор сюжета Написала 5 эпизодов                                                                                           |
| 2010-2019      | «Дружба — это чудо»                                         | Да          | Да                         | Да    | Сценаристка с 2010—2016 Шоураннер с 2012—2016 Редактор сюжета с 2012—2015 Соисполнительный продюсер с 2013—2015, 2018—2019 Написала 35 эпизодов, 25 песен |
| 2011-2013      | «Рыбология»                                                 | Сюжет       |                            |       | 27 эпизодов |
| 2013           | «Девочки из Эквестрии»                                      | Да          |                            | Да    | Написала 3 песни |
| 2014           | «Девочки из Эквестрии. Радужный рок»                        | Да          |                            | Да    | Написала 8 песен |
| 2016           | «Девочки из Эквестрии. Легенды вечнозелёного леса»          |             | Да                         |       | |
| 2017-2019      | «Девочки из Эквестрии»                                      |             | Да                         |       | |
| 2017           | «My Little Pony в кино»                                     | Да          |                            | Да    | Также исполнительный продюсер Написала песню Open Up Your Eyes                                                                                            |
| 2018-2019      | «Маленький зоомагазин: Тайный мир питомцев»                 |             | Да                         |       | |
| 2018           | «Девочки из Эквестрии. Забытая дружба»                      |             | Да                         |       | |
| 2018           | «Девочки из Эквестрии. Американские горки дружбы»           |             | Да                         |       | |
| 2018           | «Лучший подарок на свете»                                   |             | Да                         |       | |
| 2019-настоящее | «Трансформеры. Боты-спасатели. Академия»                    |             | Да                         |       | |
| 2019           | «Девочки из Эквестрии. Весенние каникулы»                   |             | Да                         |       | |
| 2019           | «Радужное путешествие»                                      |             | Да                         |       | |
| 2019           | «My Little Pony: Equestria Girls – Sunset's Backstage Pass» |             | Да                         |       | |
| TBD            | «Мир Кентавров»                                             | Да          |                            |       | Редактор сюжета |

### Сценаристка эпизодов «Дружба — это чудо»
| Год  | Сезон | Эпизод                           |
| ---- | ----- | -------------------------------- |
| 2010 | 1     | «Укрощение дракона»              |
| 2011 | 1     | «Отличительные знаки»            |
| 2011 | 1     | «Секреты дружбы»                 |
| 2011 | 1     | «День рождения»                  |
| 2011 | 2     | «Нулевой урок»                   |
| 2011 | 2     | «Пони из высшего общества»       |
| 2012 | 2     | «День Сердец и Копыт»            |
| 2012 | 2     | «Свадьба в Кантерлоте» (Часть 1) |
| 2012 | 2     | «Свадьба в Кантерлоте» (Часть 2) |
| 2012 | 3     | «Кристальная Империя» (Часть 1)  |
| 2012 | 3     | «Кристальная Империя» (Часть 2)  |
| 2013 | 4     | «Принцесса Искорка» (Часть 1)    |
| 2013 | 4     | «Принцесса Искорка» (Часть 2)    |
| 2013 | 4     | «Суперпони»                      |
| 2014 | 4     | «Третий лишний»                  |
| 2014 | 4     | «В плену у вдохновения»          |
| 2014 | 4     | «Королевство Искорки» (Часть 1)  |
| 2014 | 4     | «Королевство Искорки» (Часть 2)  |
| 2015 | 5     | «Карта знаков отличия» (Часть 1) |
| 2015 | 5     | «Карта знаков отличия» (Часть 2) |
| 2015 | 5     | «Рарити идёт по следу!»          |
| 2016 | 6     | «Братишка Флаттершай»            |
| 2016 | 6     | «28 розыгрышей спустя»           |
| 2016 | 6     | «Виноваты знаки отличия»         |
| 2016 | 6     | «Где скрывается ложь»            |
| 2016 | 6     | «Высший пилотаж»                 |

### Автор слов песен «My Little Pony»
| Год  | Песня                                             | Эпизод/фильм               |
| ---- | ------------------------------------------------- | -------------------------- |
| 2010 | Hop Skip and Jump                                 | «Укрощение дракона»        |
| 2011 | Cupcake Song                                      | «Отличительные знаки»      |
| 2011 | Pinkie Pie’s Singing Telegram                     | «День рождения»            |
| 2011 | Becoming Popular (The Pony Everypony Should Know) | «Пони из высшего общества» |
| 2012 | The Perfect Stallion                              | «День Сердец и Копыт»      |
| 2012 | B.B.B.F.F.                                        | «Свадьба в Кантерлоте»     |
| 2012 | B.B.B.F.F. (Reprise)                              | «Свадьба в Кантерлоте»     |
| 2012 | This Day Aria                                     | «Свадьба в Кантерлоте»     |
| 2012 | This Day Aria (Reprise)                           | «Свадьба в Кантерлоте»     |
| 2012 | Love Is in Bloom                                  | «Свадьба в Кантерлоте»     |
| 2012 | The Failure Song                                  | «Кристальная Империя»      |
| 2012 | The Ballad of the Crystal Empire                  | «Кристальная Империя»      |
| 2012 | The Success Song                                  | «Кристальная Империя»      |
| 2013 | Equestria Girls                                   | «Девочки из Эквестрии»     |
| 2013 | Time to Come Together                             | «Девочки из Эквестрии»     |
| 2013 | This Is Our Big Night                             | «Девочки из Эквестрии»     |
| 2014 | You’ll Play Your Part                             | «Королевство Искорки»      |
| 2014 | Let the Rainbow Remind You                        | «Королевство Искорки»      |
| 2014 | Better Than Ever                                  | «Радужный рок»             |
| 2014 | Battle                                            | «Радужный рок»             |
| 2014 | Bad Counter Spell                                 | «Радужный рок»             |
| 2014 | Under Our Spell                                   | «Радужный рок»             |
| 2014 | Tricks Up My Sleeve                               | «Радужный рок»             |
| 2014 | Awesome as I Wanna Be                             | «Радужный рок»             |
| 2014 | Welcome to the Show                               | «Радужный рок»             |
| 2017 | Open Up Your Eyes                                 | «My Little Pony в кино»    |